# Walter Dorsch (Mediziner)
Walter Dorsch (* 11. Januar 1949 in Weilheim in Oberbayern) ist ein deutscher Arzt.

## Leben und Karriere
Walter Dorsch wurde im oberbayerischen Weilheim geboren. Er studierte in München und Zürich Medizin. Nach seiner Ausbildung in Dermatologie / Allergologie und Pneumologie an Münchner Universitäten gründete er in der Universitätskinderpoliklinik die Allergie- und Asthmaambulanz. 1986 habilitierte er über das Thema: „Die verzögerte Phase der allergischen Sofortreaktion als Modell des chronischen Asthma bronchiale – Studien zur Pathogenese und Pharmakotherapie“.
Von 1989 bis Ende 1993 hatte er eine C3-Professur für Allergologie und Pneumologie an der Universitätskinderklinik Mainz inne. Seit 1994 arbeitete Dorsch in der eigenen Praxengemeinschaft für Kinderheilkunde und Jugendmedizin mit den Schwerpunkten Kinderpneumologie, Allergologie und Naturheilverfahren.
Im Rahmen seiner Tätigkeit übernahm er die Leitung und Organisation des Arbeitskreises Komplementärmedizin der Deutschen Gesellschaft für Allergologie und Klinische Immunologie.
1990 erfolgte die Aufnahme in das International College of Chest Physicians.
Aktuell ist er Mitglied im Netzwerk interdisziplinäre pädiatrische Dermatologie e.V. (NipD). Von 1993 bis 2008 war Dorsch Mitherausgeber (Schriftleitung) der Zeitschrift „Allergologie“. Ferner ist er Mitglied im Autorenpool der Fachzeitschrift „Pädiatrie“.
Dorsch arbeitet seit 2001 auch als freischaffender Künstler. Er gehört der Münchner Künstlergemeinschaft freiraum e.V. Artcultur sowie der europäischen Künstlergemeinschaft sculpture network an.
Walter Dorsch ist verheiratet und Vater von sieben Kindern. Er lebt in München.

## Publikationen
Beiträge in Fachzeitschriften (Auszug)
- A selective inhibitor of thromboxane biosynthesis enhances immediate and inhibits late cutaneous allergic reactions in man. In: Journal of Allergy and Clinical Immunology. Volume 72, Issue 2, August 1983, S. 168–174.
- mit H. Wagner, Th. Bayer, B. Fessler, G. Hein, J. Ring, P. Scheftner, W. Sieber, Th. Strasser, E. Weiss: Biochem. Pharmacol. 37, 4479–4485, 1988.
- Asthma bronchiale: Allergie und Entzündung. Grundlagen einer rationalen Asthmatherapie. In: Monatszeitschrift Kinderheilkunde. (138), Springer Verlag, 1990, S. 578–583.
- Allium Cepa L. (Onion): Chemistry; Analysis and Pharmacology, Phytomedicine 3 (4): 1996, S. 391–397.
- Alternativmethoden in der Allergologie. In: Allergo Journal 3: 2002, S. 163–170.
- Unruhige Kinder und pflanzliche Sedativa – Erfahrungen aus der Praxis. Februar 2016. Schweizerische Zeitschrift für Ganzheitsmedizin / Swiss Journal of Integrative Medicine 28 (1), S. 18–19.
- Einfache Testverfahren zur Überprüfung der Aussagekraft von Bioresonanz-basierten medizinischen Befunden – der Leberkäse-Test. Juni 2019. Allergo Journal: interdisziplinäre Zeitschrift für Allergologie und Umweltmedizin: Organ der Deutschen Gesellschaft für Allergie- und Immunitätsforschung 28 (4): S. 22–30.
- mit J. Ring: Anti-inflammatory substances from onions could be an option for treatment of COVID-19 – a hypothesis. In: Allergo J 29, 2020, S. 30–31.
- Alternative medicine: What we need are reliable complementary techniques. In: Internistische Praxis. Volume 62, Issue 4, 2020.
- mit Klaus Zierer: Der Junge hört einfach nicht zu! In: Pädiatrie. Ausgabe 1/2022.

Bücher
- mit Marianne Loibl: Hausmittel für Kinder. GU Verlag, 2014, ISBN 978-3-86820-218-2.
- Kinder – natürlich gesund. Naturheilverfahren, die wirklich helfen. Ullstein, 2018, ISBN 978-3-550-05037-4.
- mit Klaus Zierer: Schulkinder gleich Sorgenkinder? Schulprobleme als Familie meistern. Kösel, 2020, ISBN 978-3-466-31130-9.
- mit Carina Frey: ELTERN-Ratgeber. Natürlich gesund werden – Die wichtigsten Kinderkrankheiten erkennen und behandeln. Hausmittel, gute Medizin und wirksame Naturheilverfahren. DK Verlag – Dorling Kingsley, 2021.